# ألان إيرل
ألان إيرل (بالإنجليزية: Alan Earle) هو لاعب رماية نيوزيلندي، ولد في 1 سبتمبر 1959.

## روابط خارجية
- ألان إيرل على موقع اتحاد ألعاب الكومنولث (مؤرشف) (الإنجليزية)